# Орбисонија (Пенсилванија)
Орбисонија (енгл. Orbisonia) град је у америчкој савезној држави Пенсилванија.

## Демографија
По попису из 2010. године број становника је 428, што је 3 (0,7%) становника више него 2000. године.
| Група             | 2000.       | 2010.       |
| Белци             | 419 (98,6%) | 421 (98,4%) |
| Афроамериканци    | 1 (0,2%)    | 1 (0,2%)    |
| Азијати           | 0 (0,0%)    | 2 (0,5%)    |
| Хиспаноамериканци | 2 (0,5%)    | 3 (0,7%)    |
| Укупно            | 425         | 428         |